# Madeleine Carroll
Edith Madeleine Carroll (West Bromwich, 26 de fevereiro de 1906 — Marbella, 2 de outubro de 1987) foi uma atriz inglesa que atuou também em Hollywood.

## Biografia
Filha de um professor universitário que a impediu de estudar arte dramática, ela só começou a carreira em 1929 quando, depois de formada em Letras pela Universidade de Birmingham, foi para Londres procurar trabalho em uma companhia teatral, abandonando a carreira de professora de francês em um colégio do Condado de Sussex.
Após viajar com a peça The Lash, estreou no cinema, com o filme The Guns of Loos, em 1928, para a Stoll-Filme, após vencer um concurso com mais de 150 candidatas. Em 1931, casou-se com o Capitão Astley, da Guarda Real Britânica, amigo do Príncipe de Gales.
Foi emprestada para a Fox em 1934, para fazer The World Moves On ("A Marcha dos Séculos"), de John Ford, recebendo para isso um dos maiores salários já pagos em Hollywood. Voltando a Londres, atuou em The Loves of a Dictator ("O Ditador"), de Victor Saville.
Fez carreira na Inglaterra e nos Estados Unidos da América e foi dirigida por alguns dos mais famosos diretores do mundo como John Ford, Otto Preminger, Cecil B. de Mille, Henry King e Alfred Hitchcock com quem fez "Os 39 Degraus".
Trabalhou pela Cruz Vermelha na Segunda Guerra Mundial e foi agraciada com a Medalha da Liberdade nos Estados Unidos e com a Legião da Honra na França, por serviços prestados na Segunda Guerra Mundial.

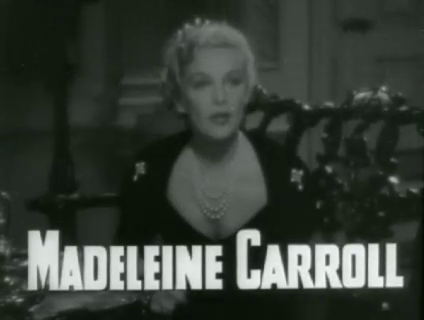
Trailer do filme Lloyd's of London (1936).

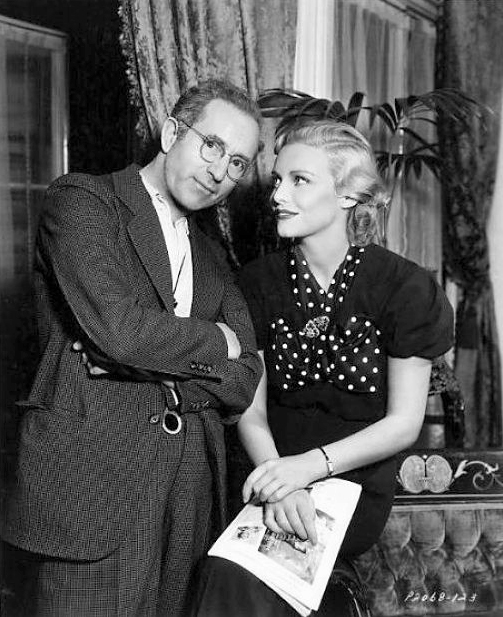
Madeleine Carrol e o diretor de fotografia Victor Milner em 1936.

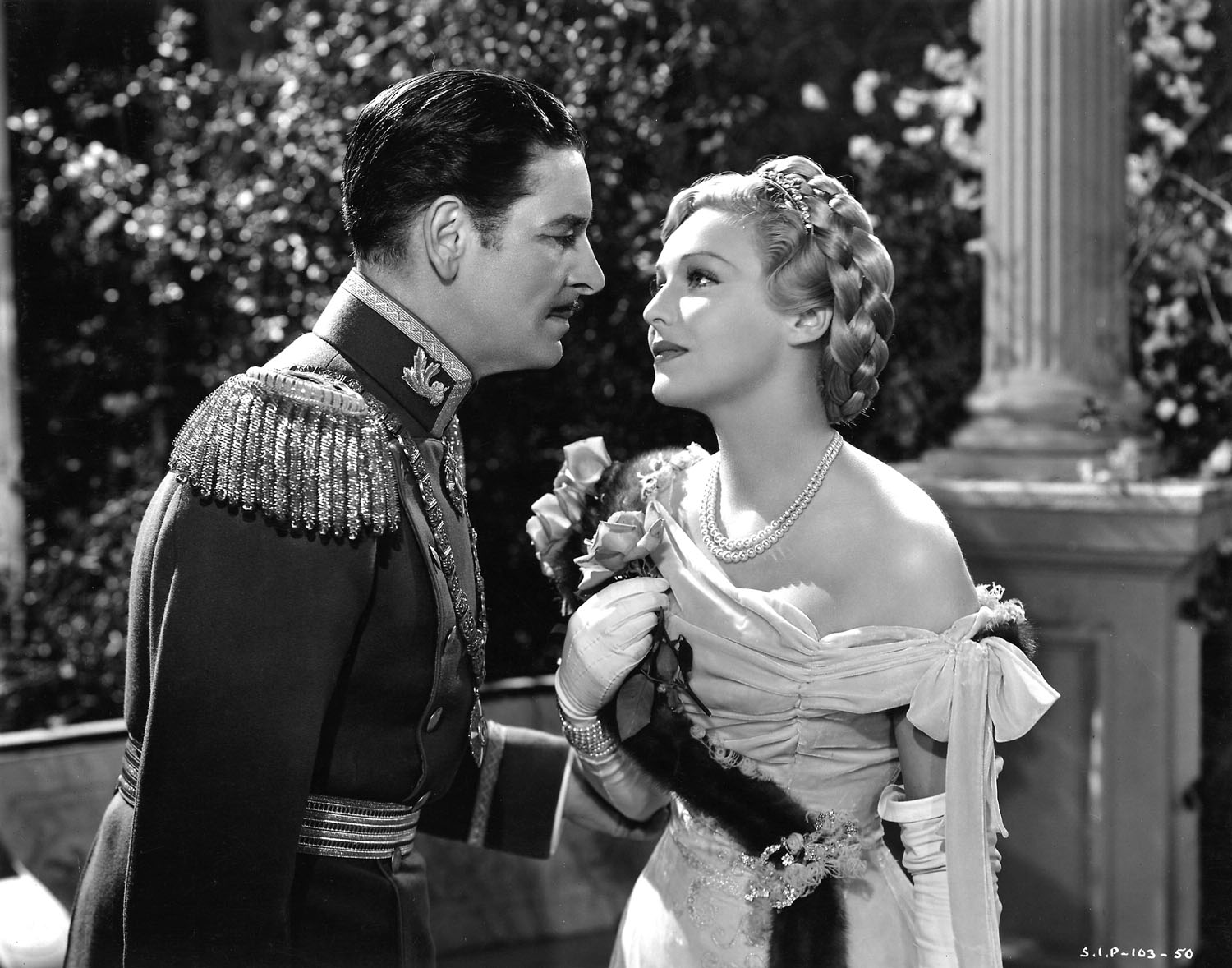
Com Ronald Colman no filme The Prisoner of Zenda (1937).

## Filmografia
- 1928 – The Guns of Loos (dir. Sinclair Hill)
- 1928 – The First Born (dir. Miles Mander)
- 1928 – What Money Can Buy ("O Que o Dinheiro Pode Comprar") (dir. Edwin Greenwood)
- 1929 – The Crooked Billet (dir. Adrian Bunuel)
- 1929 – The American Prisioner (sonoro) (dir. Thomas Bentley)
- 1929 – Atlantic ("Atlantic")[nota 1] (dir. E. A. Dupont)
- 1930 – The W Plan (dir. Victor Saville)
- 1930 – Young Woodley (dir. Thomas Bentley) – filme arquivado
- 1930 – French Leave (dir. Jack Raymond)
- 1930 – Escape (dir. Basil dean)
- 1930 – Kissing Cup’s Race (dir. Castleton Night)
- 1930 – School for Scandal (dir. Maurice Elvey)
- 1930 – Madame Guillotine (dir. Reginald Fogwell)
- 1931 – Fascination (dir. Miles Mander)
- 1931 – The Written Law (dir. Reginald Fogwell)
- 1933 – Sleeping Car ("O Galã do Expresso")
- 1934 – I Was a Spy ("Eu Fui Uma Espiã") (dir. Victor Saville)
- 1934 – The World Moves On ("A Marcha dos Séculos") (dir. John Ford)
- 1935 – The Loves of a Dictator ("O Ditador") (dir. Victor Saville)
- 1935 – The 39 Steps ("Os 39 Degraus") (dir. Alfred Hitchcock)
- 1936 – Agent Secret ("Agente Secreto") (dir. Alfred Hitchcock)
- 1936 – The Story of Papworth (curta-metragem)
- 1936 – The Case Against Mrs. Ames ("A Sombra do Pecado") (dir. William Seiter)
- 1936 – The General Died at Dawn ("O General Morreu ao Amanhecer") (dir. Lewis Milestone)
- 1936 – Lloyds of London ("Lloyds de Londres") (dir. Henry King)
- 1937 – On the Avenue ("Avenida dos Milhões") (dir. Roy del Ruth)
- 1937 – The Prisoner of Zenda ("O Prisioneiro de Zenda") (dir. John Cromwell)
- 1937 – It’s All Yours ("Será Tudo Teu") (dir. Elliott Nuggent)
- 1938 – Blockade (dir. William Dieterle)
- 1939 – Café Society ("Borboleta de Salão") (dir. Edward G. Griffith)
- 1939 – Honeymoon in Bali ("Solteira por Capricho") (dir. E. G. Griffith)
- 1940 – Safari ("Safári") (dir. E. G. Griffith)
- 1940 – North West Mounted Police ("Legião de Heróis") (dir. Cecil B. DeMille)
- 1940 – My Son, My Son! ("Meu Filho, Meu Filho") (dir. Charles Vidor)
- 1941 – Virginia ("Virgínia Romântica") (dir. E. G. Griffith)
- 1941 – One Night in Lisbon ("Uma Noite em Lisboa") (dir. E. G. Griffith)
- 1941 – Bahama Passage ("Ilha dos Amores") (dir. E. G. Griffith)
- 1942 – My Favorite Blonde ("Minha Loura Favorita") (dir. Sidney Lanfield)
- 1942 – An Innocent Affair/ Don’t Trust in Your Husband ("Não Confies em Teu Marido") (dir. Lloyd Bacon)
- 1943 – The Fan ("O Leque Vermelho") (dir. Otto Preminger)